# Westminster School
The Royal College of Saint Peter in Westminster, más conocida como la Westminster School, es una de las escuelas independientes más importantes del Reino Unido. Situada en el recinto de la Abadía de Westminster en Londres, fue inaugurada en 1179 cuando el papa Alejandro III obligó a los monjes de la Orden Benedictina de la abadía a abrir una escuela.
Entre sus alumnos destacan Ben Jonson, Robert Hooke, Christopher Wren, John Locke, Jeremy Bentham, Edward Gibbon, John Dryden, Henry Purcell y A. A. Milne. 
Westminster School es uno de los nueve grandes "Clarendon Schools", los public schools británicos incorporados a la Ley de Colegios Privados de 1868 (Public Schools Act 1868), junto con Charterhouse School, Eton College, Harrow School, Merchant Taylors' School, Rugby School, Shrewsbury School, St Paul's School y Winchester College.

## Antiguos alumnos
- Richard Hakluyt (1553-1616)[7]
- Ben Jonson (1573-1637)[8]
- Arthur Dee (1579-1651)
- George Herbert (1593-1633)[9]
- John Dryden (1631-1700)[10]
- John Locke (1632–1704)[11]
- Sir Christopher Wren (1632-1723)[12]
- Robert Hooke FRS (1635-1703)[13]
- Henry Purcell (1659-1695)
- Augustus FitzRoy (1735-1811)
- Charles Wesley (1707-1788)[14]
- Edward Gibbon FRS (1737-1794), historian[15]
- Jeremy Bentham (1748-1832)[16]
- Matthew Gregory "Monk" Lewis (1775-1818)[17]
- John Russell (1792-1878)
- A. A. Milne (1882-1956)
- Robert Southey (1774-1843)[18]
- Sir Adrian Boult (1889-1983)
- Sir John Gielgud (1904-2000)[19]
- Sir William Deakin (1913-2005)
- Sir Andrew Huxley (n. 1917)
- Sir Peter Ustinov (1921-2004)[20]
- Rudolf von Ribbentrop (1921-2019) [21]
- Tony Benn (n. 1925)[22]
- Peter Brook (n. 1925)
- Nigel Lawson (n. 1932)
- Simon Gray (1936-2008)[23]
- Andrew Lloyd Webber (n. 1948)[24]
- Martin Amis (n. 1949)
- Stephen Poliakoff (n. 1952)[25]
- Ian Bostridge (n. 1964)
- Shane MacGowan (n. 1957)
- David Heyman (n. 1961)[26][27]
- Helena Bonham Carter (n. 1966)[28]
- Jason Kouchak (n. 1967)
- Nick Clegg[29] (n. 1967)
- Ruth Kelly[30] (n. 1968)